# アオヤマガモ
アオヤマガモ（青山鴨、Hymenolaimus malacorhynchos） は、鳥綱カモ目カモ科アオヤマガモ属に分類される鳥類。本種のみでアオヤマガモ属を構成する。

## 分布
ニュージーランド（北島中部、南島西部）固有種

## 形態
全長53-54センチメートル。翼長オス22.3センチメートル、メス21.7センチメートル。全身の羽衣は青灰色。胸部から体側面にかけて褐色や赤褐色の斑点が入る。尾羽基部の下面を被う羽毛（下尾筒）は赤褐色。
虹彩は黄色。嘴の色彩は黄色やピンクがかった白。後肢の色彩は褐色や暗褐色。

## 生態
渓流に生息する。渡りを行わない。ペアや家族群を形成して生活する。
食性は動物食で、主に昆虫（カゲロウの幼虫など）を食べる。
繁殖形態は卵生。土手や植物の根元、樹洞に巣を作り、4-9個（平均5個）の卵を産む。抱卵期間は31-32日。

## 人間との関係
放牧による土壌流失および水質の変化、人為的に移入された動物による捕食などにより生息数は減少している。以前は北島および南島の大部分に分布し、低地にある河川にも生息していた。